# Олень-Колодязь
Олень-Колодязь (рос. Олень-Колодезь) — село у Каширському районі Воронезької області Російської Федерації.
Населення становить 929 осіб. Входить до складу муніципального утворення Колодезянське сільське поселення.

## Історія
Населений пункт розташований у межах українського краю Східної Слобожанщини.
Від 1977 року належить до Каширського району Воронезької області.
Згідно із законом від 15 жовтня 2004 року входить до складу муніципального утворення Колодезянське сільське поселення.

## Населення
| 2010 |
| ---- |
| 929  |